# オリハルコン・レイカル
『オリハルコン・レイカル』は、綱島志朗による日本の漫画作品。『ドラゴンエイジPure』（富士見書房）Vol.3からVol.15まで連載されていた。『ドラゴンエイジPure』の休刊に伴い中断、『月刊ComicREX』（一迅社）2014年1月号から2016年4月号まで『オリハルコン・レイカル DUO』として連載を再開していた。

## あらすじ
オリハルコン・レイカル
生活費をフィギュアの制作費に注ぎ込む為に貧乏生活をしている大学生・作木 光明は、ある日、授業で使うサンプル用の土偶を造ってくれたご褒美にとパテをもらう。その夜、もらったパテでフィギュアを造っていると、突然そのフィギュアが動き出す。レイカルと名乗るそのフィギュアは、自分はオリハルコンと呼ばれる物質生命体で、創主（造り手）の願いを叶える為に生まれた存在だという。作木とレイカルは、他のオリハルコンとその創主との出会いや戦いを経て、オリハルコンの力を悪用しようとする者や、人を殺めて悪のオリハルコンと化した「ベイルハルコン」が暗躍している事を知る。やがて作木たちは、日本の子どもたちを洗脳して自らのエネルギー源としようとする最強のベイルハルコン「ラクレス」と遭遇し、仲間たちの力を合わせた総力戦でこれを撃破する。
オリハルコン・レイカル DUO
ラクレスとの戦いの後も、作木たちは引き続き悪のオリハルコンとの戦いを続けていたが、彼らの目の前に「我々はオリハルコンより高位の存在」と名乗る物質生命体「ミスリル」が現れる。彼女らは数千年前に作られた古代のアーマーハウル「バルログラム」を復活させるため、負の感情を持った人間にダウンオリハルコンを与えたり、他のオリハルコンを洗脳してレイカルたちと戦わせたりという行動を起こしていた。そんな中、前作での戦いで消滅したはずのラクレスがオリハルコンとして復活し、かつて自分を打ち倒した力「人の絆の力」を求めて作木に接触する。

## 用語
オリハルコン
物質生命体の材料を指し、また造られた物質生命体の総称も兼ねる。
創主
オリハルコンと契約した者。自らオリハルコンを生み出して創主になった者は正統創主と呼ばれる。正統創主になるには技術面と精神面の両方で条件を満たさなければならない。
ハウル
オリハルコンが持つ力の総称。その根底となるのは想像力で、無ではない空間に作用して運動エネルギーを発生させたり、一時的な物体を生み出したりすることが出来る。
アーマーハウル
オリハルコン（ベイルハルコン）の武装となる、オリハルコン製の鎧形生命体。別固体ではあるが合体にはオリハルコン自身のハウルを消耗する為、個体差があるが、連続して合体できる時間には限りがある。アーマーハウルは基本的に対応するオリハルコン（ベイルハルコン）の専用品だが、水刃や、伽の作り出した低級ハウルアーマー型オリハルコンなど、単体で存在するものもある。専用品であるアーマーハウルは通常、別のオリハルコンと合体する事はないとされている。
低級オリハルコン（ダウンオリハルコン）
自らの意思を持たない下位のオリハルコン。その為に口がない。正統創主の条件を満たしていない者が製作することで低級オリハルコンになる他、素材にオリハルコン以外のものを多用した場合にもこれになる。ただし、中には意思を持った個体もあり、人間と友情を築いた者もいる。レイカルが40%というオリハルコン使用率で低級オリハルコンにならなかった事は謎とされている。
ベイルハルコン
人間を殺害したオリハルコンはその構成が変質し、ベイルハルコンと化す。ベイルハルコンは人間の生気を吸って生きるとされている。
ミスリル
『DUO』より登場した物質生命体で、自らを「オリハルコンより高位の存在」と称する。ハウルとは違う超能力「リル」を使用でき、他のオリハルコンを洗脳したり、遠距離のテレポートなどを行うことができる。
竹内会（たけうちかい）
『DUO』にて存在が明らかになった団体。オリハルコンの保護・研究と、その存在を日本政府に公表するのを目的としているが、何者かの圧力によって目的を達成することが出来ていない。
会の名前は、オリハルコンの別称であるヒヒイロカネについて記された古史古伝「竹内文書」に由来する。

## 登場キャラクター

### 人間
作木 光明（つくるぎ みつあき）
美少女フィギュア造りが趣味の青年。生活費をフィギュア作りの用具や材料に注ぎ込んでいるため貧乏暮らし。造形暦2年。長身だが猫背、美形だがボサボサと髪の毛を伸ばしている。趣味も個人的なものでごく普通の大学生だったが、バイトの報酬代わりにヒミコに手渡されたパテ（オリハルコン）でレイカルを作ったことをきっかけに創主となる。後にラクレスが復活した際も、彼女が一度人を殺めていることを承知の上で創主としての契約を結ぶ。
編森 小夜（あみもり さよ）
作木と同じ大学に通っている。大学のミスコン優勝者である美人。巨乳。とある経緯から軽い人間不信に陥っている。低級オリハルコン創主に襲われたところを作木（と、レイカル）に助けられたことで作木に一目惚れする。その後カリクムの起こした事件に人質として巻き込まれるが、紆余曲折を経てカリクムの創主に。図工の成績で最低評価の「1」を取ってしまうほど工作が下手なので、カリクムが損傷しても自分では治せず、作木やナナ子に任せたりしている。『DUO』の時期では大学に通う傍らで芸能界入りし、タレント活動も行っている。
削里 真次郎（けずり しんじろう）
木彫りの土産物点を営んでいる木彫刻家で、元・仏師。アスペンで拳大を超える彫刻を作ってしまうほどの繊細な技術を持つ。今時リモコンの付いていない旧型テレビを使っていたり、パソコンを使えないわけではないのに「買うと高い」という理由でわざわざネットカフェを利用するなど、常識からズレている面がある。ヒヒイロの創主だが、ヒヒイロとロノカネの正統創主なのかは不明。オリハルコンの存在を政府に公表しようとする団体「竹内会」の一員。
高杉 ヒミコ（たかすぎ ヒミコ）
考古学センターに所属する教授で、作木と小夜の通う大学で講義を受け持っている。長身の美女だが、性格にやや難がある。オリハルコンを見分ける能力があるとされているが、中断前（コミックス3巻まで）の段階ではその能力が発揮された場面は描写されていない。大学の講義で使用する土偶のサンプル作りを作木に依頼し、その報酬代わりにオリハルコンを与える。削里と同じく竹内会の一員。
乾 ナナ子（いぬい ナナこ）
小夜、作木と同じ大学に通っている。小夜の巻き込まれた最初の事件以後、小夜とルームシェアをする同居人になった。女性だが、アキバ系オタクの気がある。トータルファッションデザイナーを目指しているが、フィギュア用の衣装を作っては秋葉原のモデルショップに売り込んでいる。小柄で小夜より頭ひとつ分近く身長が低い。
伽 真一郎（とぎ しんいちろう）
削里の兄弟子。同じ仏師の下で修行していたが、自分を差し置いて名取り（直接の後継者）となった削里と指名した師を逆恨みしている。ロノカネがベイルハルコン化する原因となった人物。低級オリハルコンを1体3分で仕上げるという高い技術を持つが、動機が不純なため正統創主になれない。
削里と伽の師は高町光雲という大仏師（削里とヒヒイロが墓参りに訪れる墓石に刻まれている）。髪型はどう見てもアフロである。
高杉 おとぎ（たかすぎ おとぎ）
ヒミコの妹。視力障害で目が見えないが、人間の気を光として疑似視覚的に捉えることが出来る。ヒミコの実家でもある、ヒヒイロノカネ（オリハルコンの和名）を析出する樹を身体として祀る神社に水刃と共に暮らす。

### オリハルコン・ベイルハルコン
オリハルコン・レイカル
作木が造ったオリハルコン。芯材にエポキシパテを使用しているため、全体にオリハルコンが占める割合は40%。その為製作当初は無駄に好戦的で意固地、本来本能的に備わっているはずのハウルの使い方も知らなかった。ヒヒイロ、カリクムの出会いを通じて一流のオリハルコンに成長していく。基本的に雑食だが、普段は作木のアパートに住み着く虫を狩って食べている。
ナイト･イーグルと合体してナイト・レイカルとなる。オリジナルの必殺技は持たないが、他のオリハルコンの必殺技を応用した技を創意工夫して使用することが多い。
『DUO』にて、実は数の概念をほとんど理解しておらず、数を3つまでしか数えられないことが発覚した。そのため、相手が複数の戦いは大の苦手であり、戦闘訓練の他に算数の授業をヒヒイロから受けることになった。しかし絵の才能に秀でており、作木や小夜、ヒミコなどの顔をごく短時間で正確に模写してみせた。
名前の由来はオリハルコンの語源であるギリシャ語のορείχαλκον（oreichalkon）をラテン読みしたオレイカルコンから。
オリハルコン・カリクム
レイカルを襲ったオリハルコン。創主・カグヤが事故で亡くなって以降野良になっていた為、身体を維持する為他のオリハルコンを狩っていたせいで、ダウンオリハルコンに近い服装になってしまっている。以前ヒヒイロには返り討ちに遭っている。その後、小夜を新たな創主に選ぶ。好物は麺類。他のオリハルコンに比べてかなりの痛がりなので、ちょっとしたダメージでもすぐに泣きわめく。
ツイン・キャンサーと合体してキャンサー・カリクムとなる。必殺技は大回転ハウルゴーランド。180度開脚してコマのように超高速回転し、足先のブレードで敵を切り裂く。
名前の由来はラテン語におけるオリハルコンの別名オリカルクム、アウリカルクムから。
オリハルコン・ヒヒイロ
削里を創主とするオリハルコン。常にキツネを模した仮面を被り、目元を隠している。年配男性のような口調で話す。好物はお菓子。高い能力を持ち、アーマーハウル無しでもカリクムを鎧袖一触にするほどの実力だが、削里の師を殺してベイルハルコンとなった妹・ロノカネを自らの手で倒し、吸収した。その結果としてベイルハルコンとしての性質を併せ持つことになってしまい、妹と同じ過ちを犯さぬためにという戒めを込めて仮面を被り、長年その戦闘力を素顔と共に封印していた。現在はレイカルの師匠として、日々訓練を課している。
九尾刀・蒼牙と合体して九尾刀・ヒヒイロとなる。このとき、顔面を覆う仮面が左右で分かれて展開、素顔を露にする。必殺技は百人一閃ハウルスラッシュ。ビームサーベル状の刀身を最大まで出力し、文字通り100体のダウンオリハルコンを一撃で切り捨てるほどの斬撃を繰り出す。レイカルはこの技を応用し、エネルギーを槍に込めて投げつけるハウルスラッシャー・シュートを使用した。
名前の由来は妹ロノカネと共に日本における伝説の金属であるヒヒイロノカネから。
ロノカネ
ヒヒイロの妹であるオリハルコン。削里の師を殺し、ベイルハルコンとなった。その後ヒヒイロに敗れ、吸収された。アーマーハウルを装着した形態がヒヒイロに似ているが、カラーリングや腰布の短さなどで差異が見受けられる。
ベイルハルコン・ラクレス/オリハルコン・ラクレス
日本を自らのベイルの供給源にしようと企むベイルハルコン。
明らかに日本国外から侵入したと思わせる言葉を発しているが、結局彼女の身の上はほとんど明かされていない。「ノイシュバーンの魔女」の異名を持つことが『DUO』で明かされた。
バイパー・ウィプスと合体してバイパー・ラクレスとなる。胸の砲口から漆黒のエネルギー波を撃ち出すノイシュブラスターが必殺技。
名前の由来はギリシャ神話の英雄ヘラクレスから。ヘラクレスの盾はオリハルコンで出来ていたとされている。
レイカルたちに敗れて一度消滅するが、オリハルコンとして復活し、ベイルをも超える力「人の絆の力」を求めて作木に接触する。その直後の戦闘でミスリルと交戦するが、エネルギー切れ寸前の状態であったために太刀打ち出来ず危機に陥る。そこに作木が駆けつけて創主として契約を交わしたことで復活し、以後はレイカルたちと共闘することになる。

### ミスリル
シルディ
ミスリルの一人で、ラドリィの妹。丁寧な口調で喋るが短気であり、姉のワガママぶりに手を焼いている。
ラドリィ
シルディの姉で、ボーイッシュな性格。ややワガママで面倒くさがり。

### アーマーハウル
ナイト・イーグル
鳥型のアーマーハウル。性別はメス。作木の言うことしか聞かない。レイカルと合体してナイト・レイカルとなる。武装として柄が伸縮可能な槍が追加装備される。
ツイン・キャンサー
クワガタ型のアーマーハウル。性別はオス。カリクムと合体してキャンサー・カリクムとなる。手持ちの武装はなく、顎の部分が剣となって両足の爪先に装備されるややトリッキーな武装。普通のクワガタムシと同じように樹液を吸うこともある。
九尾刀・蒼牙（きゅうびとう・そうが）
東洋における伝承上の妖怪、九尾の狐をモチーフとしたアーマーハウル。ヒヒイロと合体し九尾刀・ヒヒイロとなる。武装はハウルによるビームサーベル形態の刀剣で、片手持ちの太刀の他、アシュラ・解禁（モード）に入ると左右それぞれの手・肘・膝・足に細身のハウル刀が展開する。
ロノカネの装備するアーマーハウルも酷似しているが、カラーリングが異なり、同一かは不明。
バイパー・ウィプス
毒蛇をモチーフとした大型アーマーハウル。ラクレスと合体してバイパー・ラクレスとなる。尻尾が伸縮自在の鞭になる他、胸部から砲撃技「ノイシュブラスター」を撃つことが出来る。
水刃（みずは）
高杉家の神社を守るアーマーハウル。製造後100年以上が経過しており、人間同様の会話能力と知能を持つ。ヒミコの親代わりだが、他者には厳しい。単体でも九尾刀・ヒヒイロに匹敵する戦闘力を持つが、他のオリハルコンと合体することで強力なハウル射撃「水龍閃」「水蓮爪波」が使用可能になる。
バルログラム
数千年前に作られた古代のアーマーハウル。シルディとラドリィはこれを復活させるべく暗躍している。完全な眠りについているわけではなく、時折覚醒し、シルディたちに「リルソング」という能力を与えている模様。

### その他
山口 勝久（やまぐち かつひさ）
『月刊ドラゴンエイジ』2009年9月号掲載の特別編「リボルテック・レイカル」に登場。
長らくコミック未収録のエピソードであったが新装版にて収録された。
大阪の元・正統創主で、かつて大阪が数体のベイルハルコンに襲撃を受けた際、オリハルコンではなくアーマーハウルのみを何体も生み出して撃退したという伝説を持つ。その後結婚を機に創主を引退したが、彼を知る者は「装甲の鬼」と呼び敬意を表する。
その正体は、海洋堂のアクションフィギュア「リボルテック」シリーズの原型を担当する山口勝久本人である。特別編エピソード内でも、事前に送られてきたレイカルの写真だけを頼りに、完璧なプロポーションのリボルテック・レイカルを作り上げた。
なお、レイカルは2009年8月、リボルテックシリーズの1つとして現実に商品化されている。

## 既刊一覧
- オリハルコン・レイカル Vol.1 2008年1月9日初版発行 ISBN 978-4-04-712529-2
- オリハルコン・レイカル Vol.2 2008年4月9日初版発行 ISBN 978-4-04-712543-8
- オリハルコン・レイカル Vol.3 2009年4月9日初版発行 ISBN 978-4-04-712599-5
- オリハルコン レイカル 新装版（1） 2014年3月27日初版発行 ISBN 978-4-7580-6434-7
- オリハルコン レイカル 新装版（2） 2014年4月26日初版発行 ISBN 978-4-7580-6438-5

新装版にはVol.1〜3の内容に加えて未収録エピソード及び新規エピソードが収録されている。
- オリハルコン・レイカル DUO 1 2014年6月5日初版発行 ISBN 978-4-7580-6442-2
- オリハルコン・レイカル DUO 2 2014年12月27日初版発行 ISBN  978-4-7580-6486-6
- オリハルコン・レイカル DUO 3 2015年6月27日発売 ISBN 978-4-7580-6512-2
- オリハルコン・レイカル DUO 4 2016年4月27日発売 ISBN 978-4-7580-6581-8
- オリハルコン・レイカル DUO 5 2016年4月27日発売 ISBN 978-4-7580-6582-5